# Ilovița
Ilovița est une commune roumaine du județ de Mehedinți, dans la région historique de l'Olténie et dans la région de développement du Sud-Ouest.

## Géographie
La commune d'Ilovița est située dans le nord-ouest du județ, le long d'une petite vallée des Monts Mehedinți, à 15 km au nord-ouest de Drobeta Turnu-Severin, la préfecture du județ.
La commune est composée des trois villages suivants (population en 2002) :
- Bahna (471).
- Ilovița (827).
- Moisești (130).

## Histoire
Ilovița faisait partie de la Clisura Dunării, zone de la frontière militaire face à l'Empire ottoman et était peuplée de communautés roumaines, tchèques, serbes et allemandes.
La commune a fait partie du royaume de Roumanie dès sa création en 1878.

## Religions
En 2002, 99,92 % de la population étaient de religion orthodoxe.

## Démographie
En 2002, les Roumains représentaient 99,92 % de la population totale. La commune comptait 412 ménages et 479 logements.
| 2002  | 2007  |
| ----- | ----- |
| 1 428 | 1 362 |

## Économie
L'économie de la commune est basée sur l'élevage (ovins et caprins surtout).

## Lieux et monuments
- Réserves naturelles : Dealul Curchia, Dealul Lesperi, Dealul Duhovna, toutes incluses dans le Parc Naturel des Portes de Fer.